# Юти

Ютландський півострів, Данія

Юти — германське плем'я, що населяло півострів Ютландія (лат. Iutum) і частину Фризького узбережжя.
Юти разом з англами, саксами та фризами були згадані серед германських племен, які робили набіги і зрештою вторглися на Британські острови, починаючи з кінця VI століття. Згідно з істориком Бедою Преподобним, вони оселилися в Кенті, Гемпширі та на острові Вайт, таким чином ставши предками сучасних англійців. Припускається, що решта ютів частково розчинилися в давньоданській народності, залишилися на континентальній батьківщині і стали частиною населення сучасної Ютландії.
Юти зробили внесок до давньоанглійської мови.